# Rentespook
Een rentespook is een dreigende  oplopende inflatie in een land of economische zone en de daarmee gepaard gaande voorzorgsmaatregelen (met name het verhogen van de kortetermijnrente). 
De term rentespook wordt met name op aandelenbeurzen gebruikt, als (mede)verklaring voor dalende koersen in een klimaat van stijgende rente (of de verwachting dat de rente gaat stijgen). De theorie schrijft voor dat beleggen dan minder aantrekkelijk wordt ten opzichte van vastrentende waarden of een gewone spaarrekening.